# 姚金荣
姚金荣（1957年12月—），男，汉族，河南孟津人。陕西省委党校研究生学历，1975年12月参加工作，1990年9月加入中国共产党。

## 简历
1999年12月至2007年10月，任陕西省体育场场长；2005年5月，任陕西省体育局副局长；2013年7月至2018年3月，任陕西省体育局局长；
2018年3月，任陕西省人民政府参事；2021年1月退休。2021年4月，接受审查调查。同年10月21日，遭到开除党籍、取消退休待遇。